# Lans-en-Vercors
Lans-en-Vercors è un comune francese di 2 684 abitanti situato nel dipartimento dell'Isère della regione dell'Alvernia-Rodano-Alpi.

## Società

### Evoluzione demografica
Abitanti censiti